# Sandor Clegane
Sandor Clegane é uma personagem fictícia  da série de livros de fantasia A Song of Ice and Fire, do escritor norte-americano George R. R. Martin, e de sua adaptação televisiva Game of Thrones. Conhecido pelo apelido "Cão de Caça" ("The Hound", no original), ele é introduzido no primeiro livro da saga, A Game of Thrones (1996) e aparece novamente em  A Clash of Kings (1998), A Storm of Swords (2000) e é mencionado em A Feast for Crows (2005). Ele é um membro da Casa Clegane, uma família vassala da poderosa Casa Lannister do fictício continente de Westeros e irmão mais novo de Ser Gregor Clegane. Na série de TV, ele é interpretado pelo ator Rory McCann.

## Perfil
Sandor Clegane, conhecido como "Cão de Caça" por sua natureza feroz, sua obediência sem questionamentos a seus senhores e pelos três cães existentes no brasão de armas de sua família,  é um vassalo e aliado da Casa Lannister e o irmão mais novo de Gregor Clegane, o "Montanha".  Ele é um homem grande e musculoso e o lado esquerdo de sua face, não atingido pelas queimaduras, é magra, com maçãs do rosto afiadas e uma testa larga.. O lado direito, destruído pelas queimaduras, tem apenas um coto no lugar da orelha.. Seu nariz é longo e adunco, seu cabelos são longos, finos e negros, penteados de maneira a cobrir o lado direito, já que nenhum cabelo cresce mais ali, e tem os ossos da mandíbula protuberantes.  Ele é considerado um dos guerreiros mais perigosos e habilidosos de Westeros. Seu rosto é distinto por cicatrizes de enormes queimaduras que ele ganhou quando criança, quando seu irmão esfregou sua cabeça num braseiro. Consequentemente, ele teme o fogo e odeia o irmão. Ele também é desdenhoso pelos votos feitos pelos cavaleiros, que nunca fez, pois seu irmão é um cavaleiro que se entrega a estupros e assassinatos, apesar de seus votos de honra. Ele é um homem atormentado, impulsionado pela raiva e pelo ódio, cuja maior aspiração é apenas matar o próprio irmão. Sem ser uma personagem em primeira pessoa, seus atos e movimentos na saga são descritos pelo olhar de outras personagens como Arya Stark, Ned Stark e Sansa Stark.

## Biografia

### Série literária

#### A Game of Thrones
Sandor é o guarda-costas do jovem príncipe Joffrey Baratheon, que normalmente o chama de "Cão". A rainha Cersei Lannister sugere ao filho Joffrey que veja Sandor como um pai substituto. No caminho entre Winterfell e Porto Real, ele ganha a animosidade de Arya Stark depois de obedecer as ordens dos Lannister para matar Mycah, um jovem filho de açougueiro e amigo de Arya, que supostamente teria machucado Joffrey. Em Porto Real, ele participa do torneio de justa de cavaleiros em homenagem à nova Mão do Rei, Lorde Ned Stark, e se sai bem no primeiro dia derrubando Ser Renly Baratheon de seu cavalo. Depois da festa daquela noite, Joffrey o manda escoltar Sansa Stark de volta à Fortaleza Vermelha e, bêbado, ele se enamora dela. 
Raivoso porque Sansa não consegue olhar em seus olhos por causa de sua desfiguração facial, ele debocha dela e de suas maneiras polidas chamando-a de "pequeno pássaro" que gorjeia a um comando. No dia seguinte ele derrota Jaime Lannister e avança para a final do torneio. Durante o duelo de seu irmão Gregor Clegane com Ser Loras Tyrell, ele salva este último da ira do irmão, depois que este é derrubado de seu cavalo, com quem luta violentamente fora do espírito honroso do torneio, até parar por ordem do rei Robert Baratheon. Loras concede a Sandor ser o campeão da justa sem um duelo final e ele é aplaudido por Sansa e pelos plebeus.
Quando Ned Stark tenta colocar Cersei e seus filhos sob custódia, depois de descobrir que eles são filhos ilegítimos de Robert, por ordem dos Lannister Sandor participa da matança dos servos e dos guardas de Stark em Porto Real. Com a morte de Robert e a ascensão de Joffrey ao trono, ele é nomeado para a Guarda Real do lugar do demitido Ser Barristan Selmy e nesta posição ele é frequentemente designado para proteger Sansa, tratando-a com relativa gentileza e muitas vezes ajudando a poupá-la do sadismo de Joffrey.

Brasão de armas da Casa Clegane.

#### A Clash of Kings
Apesar de sua lealdade ao novo rei Joffrey, Sandor continua estrategicamente a defender Sansa várias vezes da ira real e é o único integrante da Guarda Real que não recebe ordens de bater nela.  Certa vez Sansa lhe pergunta porque ele não permite que ninguém lhe chame de cavaleiro mas ele não responde; em outra ocasião, ele a adverte de que está cercada de conspiradores e mentirosos. Após a Batalha de Oxcross, Joffrey convoca Sansa e Sandor a adverte que o rei não está nada satisfeito com seu irmão Robb Stark. Ela responde que não tem nada a ver com as traições de Robb ao que Sandor rebate:"eles lhe treinaram bem, pequeno pássaro". Irado com a derrota de Ser Stafford Lannister na batalha para Robb Stark, Joffrey ordena Sandor que bata nela mas ele é interrompido por  Dontos Hollard, o bobo da corte, que joga um melão em Sansa. Joffrey então manda Boros, um dos homens da Guarda Real, bater em Sansa e surrá-la com a parte plana de sua espada. 
Quando Sandor faz uma objeção, Joffrey faz com que Boros rasgue as roupas de Sansa mas a tortura e a humilhação são interrompidas com a chegada de Tyrion Lannister e Bronn. Tyrion pede a alguém que dê alguma roupa à menina quase nua e Sandor a envolve em sua capa. Durante o tumulto em Porto Real, ele defende Sansa de uma multidão de arruaceiros, impedindo que ela seja agredida e até estuprada pela massa. Ela depois lhe agradece e ele responde que "um cão não precisa de coragem para afastar ratos". Durante a Batalha de Blackwater, Sandor luta bravamente na defesa da cidade, liderando a defesa do porto contra um grupo de soldados de Stannis Baratheon que conseguiram desembarcar no molhe. Amedrontado pelo fogo vivo, ele acaba desertando após recusar cumprir a ordem de Tyrion para voltar ao campo de batalha em chamas. Antes de fugir da cidade, ele vai ao quarto de Sansa e, bêbado, a convida a fugir com ele, mas  acaba apenas se contentando com um música cantada por ela sob ameaça de uma faca.

#### A Storm of Swords
Fugindo de Porto Real, Sandor é capturado pelos mercenários da Irmandade sem Bandeiras que o sentenciam a um julgamento por combate, depois de acusado de várias atrocidades cometidas pelo exército dos Lannister. Ele vence o duelo mortal com Beric Dondarrion, o líder da Irmandade, e é posto em liberdade. Depois ele sequestra Arya Stark, irmã de Sansa que também era prisioneira dos rebeldes, para pedir resgate ao irmão dela, Robb Stark, ou ao menos conseguir um emprego a serviço de Robb. Ele e Arya vão até As Gêmeas, nas Terras Fluviais, a sede da Casa Frey, onde Robb assiste a um casamento. Porém, assim que eles chegam, Walder Frey e seus homens começam a massacrar os homens de Robb, terminando por matá-lo e à sua mãe, Catelyn Stark, no evento que ficaria conhecido como o Casamento Vermelho. Sandor e Arya escapam dali, depois dele matar alguns homens, e encontram três dos homens de Gregor Clegane numa estalagem, onde ocorre uma luta e ele fica seriamente ferido. Continuando a viagem com Arya por Riverrun, em busca de Lysa Arryn, tia dela, para continuar tentando um resgate, suas feridas acabam infeccionando e ele não tem mais forças para continuar. Arya se recusa a matá-lo a pedido, e segue a cavalo deixando-o deitado em estado terminal sob uma árvore nas margens do rio Tridente.

### Série de televisão

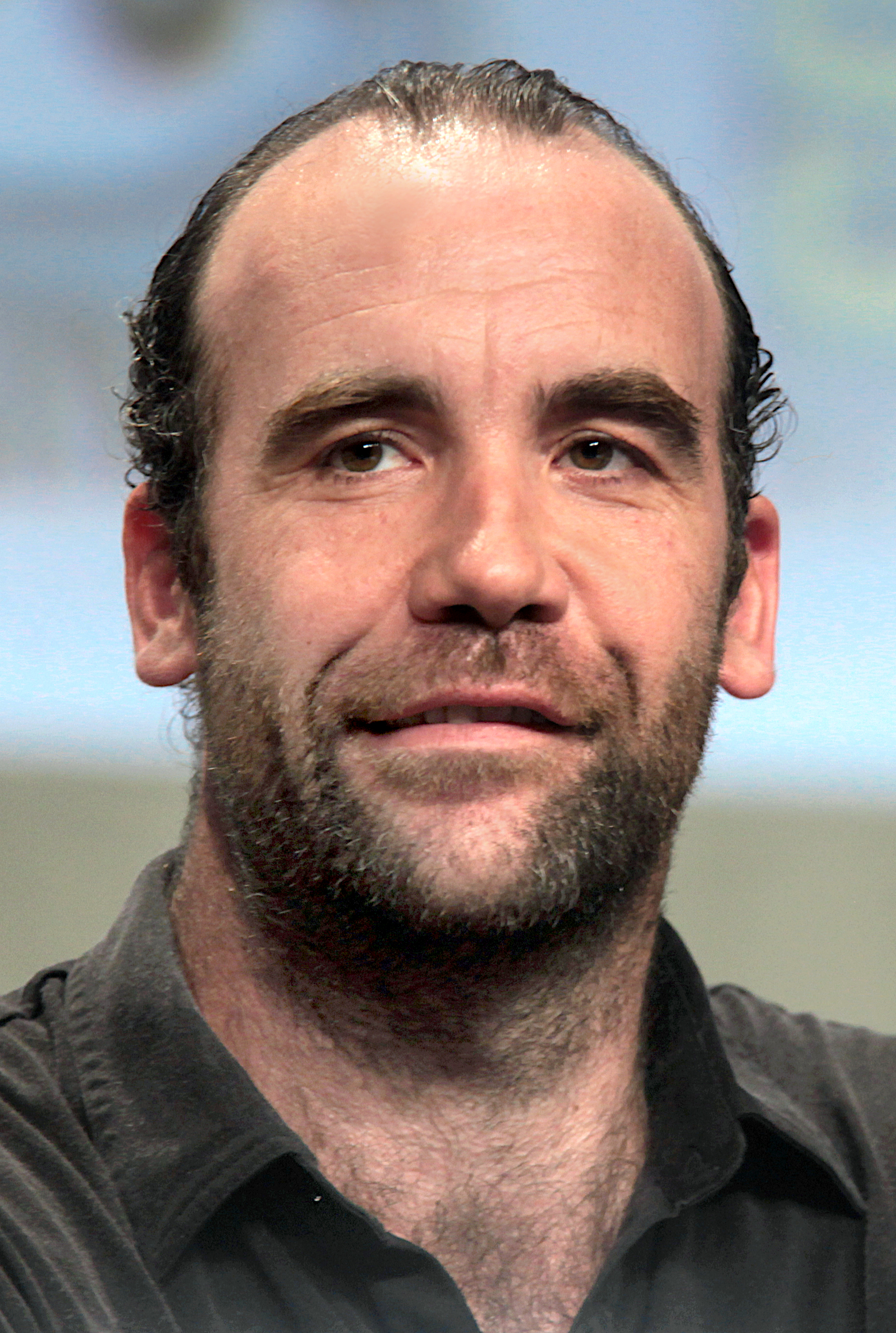
Rory McCann interpretou Sandor Clegane por sete temporadas de Game of Thrones.

Sandor "Cão de Caça" Clegane é interpretado na série de tv pelo ator escocês Rory McCann, ele mesmo um homem enorme de 2,01 m que tem o apelido de "Big". Pelo papel, ele recebeu junto com o restante do elenco o Empire Award em 2015 e foi três vezes indicado ao Screen Actors Guild Award.

#### 1ª temporada (2011)
Sandor Clegane acompanha a família real em visita a Winterfell. No caminho de volta a Porto Real, o príncipe Joffrey acusa falsamente o filho do açougueiro, Mycah, de tê-lo ameaçado e machucado e Sandor mata o menino, atraindo o ódio da amiga dele, Arya Stark. Durante o torneio da Mão do Rei, em homenagem a Ned Stark, o sádico irmão mais velho de Sandor, Gregor Clegane, tenta matar Ser Loras Tyrell depois de ser derrubado do cavalo por ele, mas Sandor entra na arena da justa e defende Loras lutando com o irmão até os dois serem parados pela ordem do rei. Quando Ned Stark acusa Joffrey de ser um filho bastardo fruto de incesto dos irmãos Cersei, a rainha consorte, e Jaime Lannister, Sandor ajuda os soldados dos Lannister a matarem os serviçais e guardas de Ned e a capturar a filha dele, Sansa Stark. Quando Joffrey Baratheon se torna rei, ele assume uma posição na Guarda Real, em substituição a Ser Barristan Selmy , mesmo se recusando a fazer os votos de cavaleiro. Depois, ele passa a tentar defender Sansa do sadismo de Joffrey.

#### 2ª temporada (2012)
Sandor continua a defender Sansa, inclusive a cobrindo com sua capa depois que Joffrey ordena que ela seja deixada nua, e protegendo-a de um ataque na rua durante tumultos em Porto Real. Ele participa bravamente da Batalha de Blackwater contra as forças atacantes de Stannis Baratheon, mas, com seu trama de fogo por causa das queimaduras no rosto na infância, fica visivelmente horrorizado quando Tyrion Lannister usa fogo vivo para incendiar e explodir os navios da armada atacante e acaba desertando do combate após ver um homem ser queimado vivo durante a batalha. Antes de fugir, ele oferece a Sansa levá-la com ele para Winterfell mas ela recusa.

#### 3ª temporada (2013)

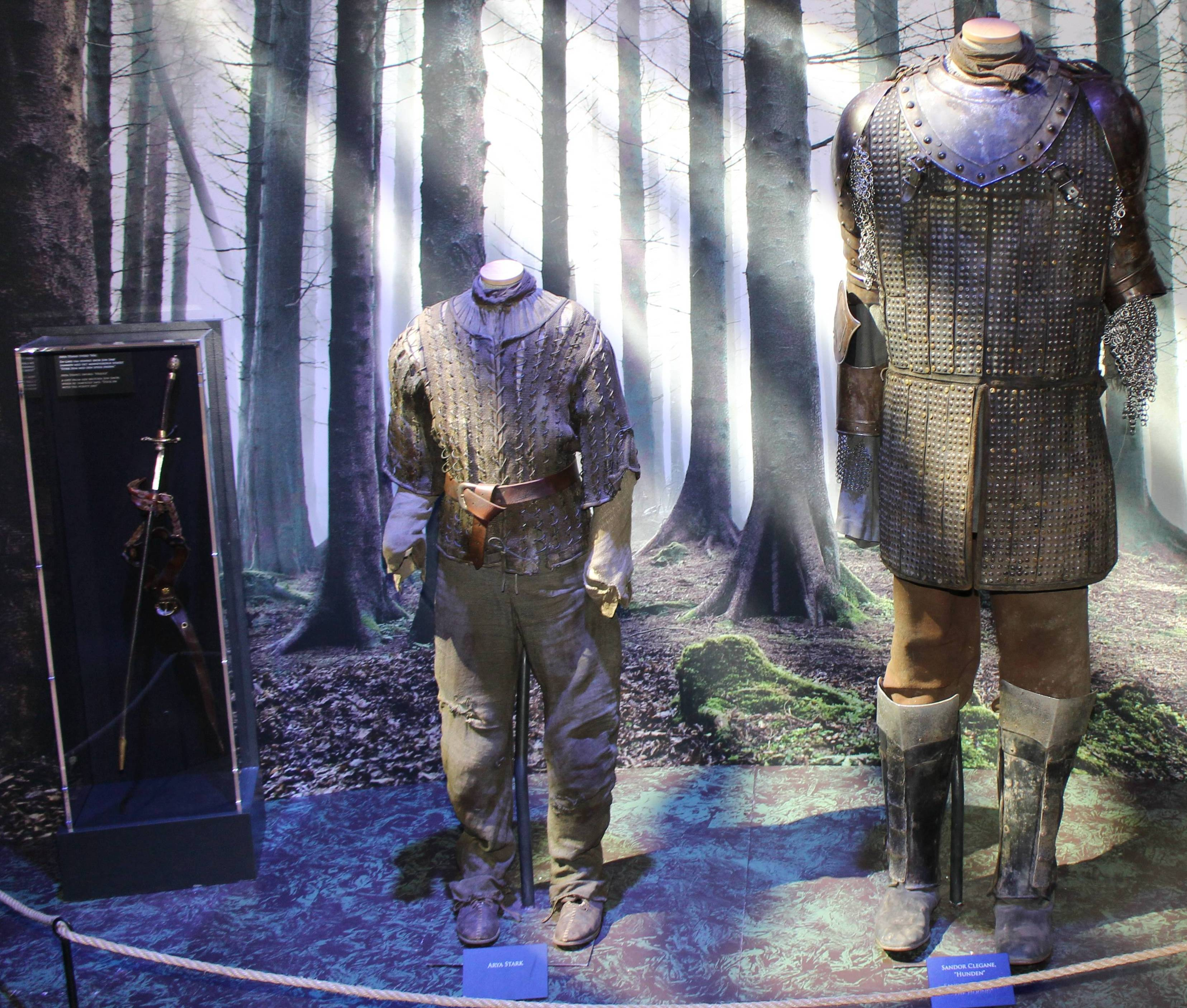
Vestuário usado por Sandor Clegane e Arya Stark durante sua viagem juntos, na série de televisão Game of Thrones.

Nas Terras Fluviais, Sandor é aprisionado pela Irmandade sem Bandeiras, um grupo de soldados e cavaleiros enviados anteriormente por Ned Stark para matar seu irmão Gregor e restaurar a ordem na área. Enquanto está sendo transportado para o acampamento deles, ele cruza com outros homens da Irmandade que estão viajando com Arya Stark e lhes conta a verdadeira identidade dela. No esconderijo do grupo, o líder Ser Beric Dondarrion acusa Clegane de ser um assassino, apesar de  Sandor afirmar que os crimes de que lhe acusam foram cometidos de maneira a proteger Joffrey Baratheon. Arya testemunha que ele matou Mycah mesmo sem o rapaz ter feito nada contra Joffrey. Dondarrion sentencia Clegane a um julgamento por combate, lutando contra ele. Clegor vence matando Dondarrion e ganha a liberdade, mas Dondarrion é imediatamente ressuscitado pelo Sacerdote Vermelho Thoros de Myr. Mais tarde Sandor sequestra Arya, para conseguir um resgate por ela junto ao irmão Robb Stark, agora o Rei do Norte, que se dirige para  As Gêmeas, em Riverrun, para o casamento de Edmure Tully com  Roslin Frey; entretanto, quando chegam testemunham um massacre acontecer, com os homens de Walder Frey matando Robb, sua mãe Catelyn, seus guardas e os lordes nortistas que os acompanhavam. Sandor e Arya conseguem escapar por pouco da carnificina.

#### 4ª temporada (2014)
Com o resto da Casa Stark provavelmente morta e as Terras Fluviais agora sob o comando da Casa Frey, Sandor decide levar Arya para o Vale do Arryn, governado por sua tia  Lysa Arryn, em troca de resgate. Durante a jornada Arya lhe diz que não o perdoou por matar Mycah e que havia jurado matá-lo. A dupla chega ao Vale para ficar sabendo que Lysa havia aparentemente cometido suicídio. De volta do Portão do Sangue, eles se encontram com Brienne de Tarth, espadachim jurada à finada mãe de Arya, Catelyn, de que cuidaria da segurança das duas filhas dela. Quando Arya se recusa a acompanhar Brienne, ela e Sandor se engajam numa luta que culmina com Sandor sendo jogado de um penhasco, ferindo-se gravemente. Arya se esconde de Brienne, que parte sem conseguir encontrá-la, e ela reencontra Sandor ferido. Apesar dele implorar para que ela cumpra seu juramento e lhe dê uma morte rápida e piedosa, Arya acaba partindo deixando-o ali para morrer.

#### 6ª temporada (2016)
Sandor é descoberto por um ex-guerreiro que se transformou em septão, Ray, e tratado por ele até se recuperar dos ferimentos. Depois de restabelecido, ele ajuda Ray e seus seguidores a construírem um Septo no campo. Um dia, depois de voltar de uma exploração das florestas ao redor, Sandor chega à comunidade e  encontra todos assassinados por homens da Irmandade sem Bandeiras. Até então vivendo desarmado e apenas trabalhando com Ray e seus fiéis, ele pega novamente em armas e sai à caça dos responsáveis. Ele mata quatro dos assassinos e descobre que os últimos três estão a ponto de serem enforcados por Ser Beric Dondarrion e Thoros of Myr, que lhe dizem que aqueles homens agiram por conta própria. Beric permite a Sandor matar dois dos assassinos e depois o convida a se juntar à Irmandade em sua jornada em direção ao Norte para lutar contra os Caminhantes Brancos.

#### 7ª temporada (2017)
Durante sua jornada para o Norte, o grupo para numa fazenda que Sandor tinha anteriormente roubado; dentro da casa eles encontram o corpo do fazendeiro e sua filha, que morreram de fome. Com remorsos, Sandor enterra os corpos com ajuda de Thoros.  Depois eles acendem uma lareira e Thoros o faz olhar dentro das chamas, onde Sandor vê os Caminhantes Brancos e seus mortos-vivos marchando para a Muralha. Eles tentam cruzar a Muralha em   Eastwatch-by-the-Sea, mas são interceptados e presos por batedores dos Selvagens que guardam o forte e jogados numa cela. Jon Snow chega ao forte com Jorah Mormont, Davos Seaworth e Gendry para uma missão de capturar um morto-vivo Além da Muralha e levá-lo para a rainha Cersei Lannister em Porto Real, como evidência da existência dos Caminhantes Brancos. Com o entendimento que agora estão todos do mesmo lado contra o inimigo comum, Sandor, Beric e Thoros se juntam aos demais na expedição. Eles capturam um deles; depois de uma batalha contra um exército de criaturas da qual são salvos por Daenerys Targaryen e seus dragões,  eles escapam e Sandor a traz consigo o prisioneiro. Em seguida ele acompanha todo o grupo a Porto Real, onde reencontra o irmão, que é o guarda-costas de Cersei, agora todo disforme e sempre fechado numa armadura prateada e lhe diz que ele sabe quem estará vindo por ele. Depois ele solta e corta ao meio o morto-vivo que trouxeram, o que convence todos da existência e do perigo deles.

#### 8ª temporada (2019)
"Cão de Caça" está em Winterfell para a luta final contra os Caminhantes Brancos e os mortos-vivos. Durante a batalha, em que tem a vida salva por Arya e também salva a dela, ele pensa em desistir diante da inevitabilidade da morte em lutar contra quem já está morto, mas é instado a continuar por Beric Dondarrion pelo exemplo que Arya está dando lutando incansavelmente. Os dois matam mutos inimigos, protegem Arya de seu ataque mas Beric acaba morto a punhaladas. Ao final ele sobrevive depois que o Rei da Noite é morto por Arya e os atacantes transformados em pó. Ele participa do banquete da vitória sobre os mortos-vivos onde tudo que faz é comer, beber, reclamar e fazer comentários irônicos enquanto todos se divertem. No dia seguinte decide deixar o Norte e ir para Porto Real ajustar contas com o irmão e é acompanhado na jornada por Arya. Os dois chegam à capital em meio ao caos entre a população causado pela invasão de Daenerys e pelo fogo que Drogon despeja sobre a cidade. Eles vão à Fortaleza Vermelha e no caminho ele convence Arya a voltar para casa porque se seguir com ele os dois serão mortos. Ele encontra Gregor numa escadaria da torre onde o irmão e alguns guardas escoltam Cersei e Qyburn para levá-los a outro lugar mais seguro. Sandor mata os guardas e Gregor mata Qyburn que queria obrigá-lo a seguir com a rainha e ignorar o irmão. Cersei foge sozinha e os dois irmãos finalmente se enfrentam. Na luta que se segue, Gregor quase mata Sandor por sua força descomunal, mesmo ferido mortalmente várias vezes. Quando Sandor vai ter os olhos esmigalhados, da mesma forma que o irmão matou Oberyn Martell, ele consegue pregar uma faca no crânio de Gregor. Mesmo assim,"Montanha" não morre. Desesperado e quase morto, Sandor se joga sobre o irmão, o peso dos dois destroi a mureta da torre e os dois despencam do alto para a morte nas ruas incendiadas de Porto Real lá embaixo.

## Recepção
Sean T. Collins, da revista Rolling Stone, descreve o "Cão de Caça" como uma personagem complexa, "às vezes engraçado, às vezes amedrontador, trágico e mesmo um protetor". Sobre a popularidade de sua personagem e sua mais comum tirada, em que manda sempre o interlocutor "se foder" (Fuck off!), McCann diz, às gargalhadas:

Você não imagina a quantidade de pessoas que me abordam em lugares públicos e me pedem para mandá-las se foder: "desculpe Sr. McCann, mas o senhor pode mandar eu me foder?" E eu  digo: "Vá se foder!" E eles vão embora felizes e eu também fico feliz.